# Болонський Псалтир
Болонський Псалтир — тлумачний (толковий) псалтир, рукописна релігійна пам'ятка болгарсько-македонського походження 2-ї чв. XIII ст. (1230 — 1241), важливе джерело з історії церковно-слов'янської мови та болгарської і македонської мов. Пергаментний кодекс на 264 аркушах, написаний кирилицею, каліграфічним уставом у 2 стовпця. Зберігається в бібліотеці Болонського університету під № 2499.
Псалтир походить з Охриду, з села Равне, писаний за болгарського царя Івана Асена II. Крім тексту псалмів рукопис містить тлумачення, які належать Ісихію Єрусалимському і за традицією приписувані свт. Афанасію Великому, єп. Олександрійському. Псалми записані в лівому стовпчику, а в правому дрібнішими літерами — тлумачення. Із 4 писців відомі імена трьох: Йосип, Тихота, Белослав. Переклад такий, як в Синайському глаголичному Псалтирю (XI ст.). У мовному відношенні Б. П. є, на думку В. М. Щепкіна, західноболгарським (македонським) списком зі східноболг. (Тирновського) оригіналу кін. XII - поч. XIII ст.
Рукопис багато орнаментований: на арк. 1 поміщена кіноварна заставка, на початку кожного псалма і біблійної пісні — ініціал тератологічного стилю. Б. П. є одним з найбільш ранніх і кращих південнослов. пам'яток цього стилю книжкової орнаментики. Ф. І. Буслаєв, В. В. Стасов, В. М. Щепкін бачили (в першу чергу на матеріалі Б. П.) в тератологічному стилі продукт східноболг. художньої культури кін. XII - поч. XIII ст. Прот. Володимир Мошин пояснював появу цього стилю у півд. слов'ян культурними зв'язками з Руссю.
Історія кодексу до кін. XVII ст. не з'ясована. Згідно із записом, зробленим почерком XIII-XIV ст. на зв. арк. 126, він був проданий в Бітолі Теодором Граматиком з Равни єром. Данилу. У 1698 р. в замітці Б. Монфокона до паризького видання творів свт. Афанасія Великого йде мова про приналежність пам'ятки бібліотеці августинського монастиря в Болоньї. У 1746 р частина тексту тлумачень з цього списку з паралельним лат. перекладом, виконаним Ігнатієм Кульчинським, була надрукована у виданні «Тлумачення свт. Афанасія на Псалтир», здійсненому в Римі. Із 1-ї чв. XIX ст. Б. П. в полі уваги філологів-славістів (Й. Добровський, Є. Б. Копітар, Ф. Міклошич та ін.). Кращі мовознавчі дослідження пам'ятки належать В. Щепкіну і В. Ягичу.

## Видання
- Jagic V. Словеньская Псалътырь. Psalterium Bononiense. Interpretationem veterem slavicam cum aliis codicibus collatam, adnotationibus ornatam, appendicibus auctam adiutus academiae scientiarum vindobonensis liberalitate edidit V.Jagic accedunt XIX specimina codicum. Vindobonae-Berolini-Petropoli: Gerold & Soc., Apud Weidmannos, C.Ricker, 1907. - Ягич В. Болонская Псалтырь. Вена-Берлин-Спб., 1907. XII, 968 с.; 19 л. илл.

- Дуйчев И. Болонски псалтир: български книжовен паметник от XIII век., 531 с., 1968 [фототипно издание].